# 그랑당스마에구

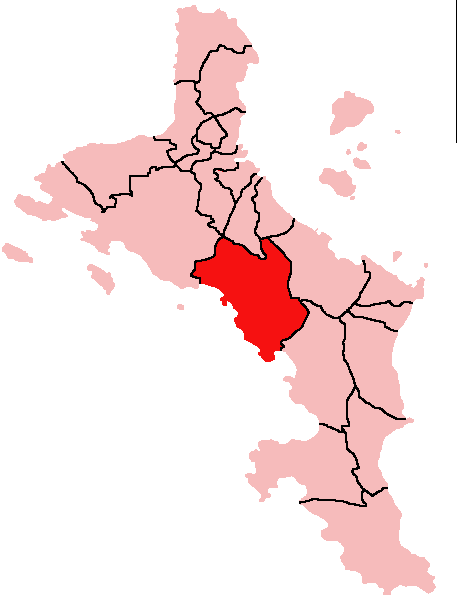
그랑당스마에구의 위치

그랑당스마에구(프랑스어: Grand'Anse (Mahé))는 세이셸을 구성하는 25개 구 가운데 하나로 마에섬에 위치한다. 면적은 15.4km2, 인구는 2,587명(2002년 기준)이다.